# قرارداد ازدواج
قرارداد ازدواج (به کره‌ای: 결혼계약)(به انگلیسی: Marriage Contract) نام یک مجموعه تلویزیونی کره‌ای با بازی لی سو جین، یوئی، پارک جونگ سو، لی هی هیانگ و کیم یونگ گون است. این مجموعه از شبکه ام بی سی کره جنوبی پخش شد.

## خلاصه داستان
کانگ هه سو (یوئی) بیوه‌ای است که که به خاطر بدهی همسر در گذشته اش برای بزرگ کردن فرزند خود با مشکل روبرو است. هان جی هون (لی سو جین) برای نجات مادرش که نیاز به پیوند کبد دارد با کانگ هه سو قراردادی برای ازدواج امضا می‌کند. وقتی کانگ هه سو از مشکل تومور مغزی خود مطلع می‌شود با امضای قرارداد در ازای پول کافی برای بزرگ کردن فرزندش موافقت می‌کند اما در نهایت این دو درگیر یک رابطه عاشقانه می‌شوند.

## بازیگران
- لی سو جین در نقش هان جی هون
- یوئی در نقش کانگ هه سو
- کیم یونگ گون در نقش هان سونگ گوک
- پارک جونگ سو در نقش یون سئون یونگ
- لی هی هیانگ در نقش او می‌ران
- کیم یونگ پیل در نقش هان جونگ هون
- شین رین آه در نقش چا ایون سونگ
- کیم کوانگ کیو در نقش پارک هو جون
- کیم یو ری در نقش سو نا یون

## آمار بینندگان
| قسمت    | تاریخ پخش  | در TNmS   | در TNmS | در AGB    | در AGB |
| قسمت    | تاریخ پخش  | تمام کشور | سئول    | تمام کشور | سئول   |
| ------- | ---------- | --------- | ------- | --------- | ------ |
| ۱       | ۲۰۱۶/۰۳/۰۵ | ۱۷٫۳٪     | ۱۸٫۴٪   | 17.2%     | 18.2%  |
| ۲       | ۲۰۱۶/۰۳/۰۶ | ۱۷٫۱٪     | ۱۸٫۵٪   | ۱۸٫۰٪     | ۱۹٫۳٪  |
| ۳       | ۲۰۱۶/۰۳/۱۲ | ۱۶٫۶٪     | 17.0%   | ۱۷٫۳٪     | ۱۹٫۵٪  |
| ۴       | ۲۰۱۶/۰۳/۱۳ | ۱۷٫۴٪     | ۱۷٫۹٪   | ۱۷٫۸٪     | ۱۹٫۶٪  |
| ۵       | ۲۰۱۶/۰۳/۱۹ | ۱۷٫۰٪     | ۱۸٫۲٪   | ۱۸٫۰٪     | ۱۹٫۷٪  |
| ۶       | ۲۰۱۶/۰۳/۲۰ | ۱۷٫۹٪     | ۱۸٫۴٪   | ۱۹٫۳٪     | ۲۰٫۶٪  |
| ۷       | ۲۰۱۶/۰۳/۲۶ | 16.1%     | ۱۷٫۳٪   | ۱۸٫۴٪     | ۲۰٫۳٪  |
| ۸       | ۲۰۱۶/۰۳/۲۷ | ۱۸٫۵٪     | ۱۹٫۸٪   | ۲۰٫۴٪     | ۲۲٫۴٪  |
| ۹       | ۲۰۱۶/۰۴/۰۲ | ۱۸٫۰٪     | ۱۹٫۶٪   | ۱۸٫۹٪     | ۲۰٫۷٪  |
| ۱۰      | ۲۰۱۶/۰۴/۰۳ | ۱۸٫۴٪     | ۲۰٫۶٪   | ۲۲٫۰٪     | ۲۴٫۶٪  |
| ۱۱      | ۲۰۱۶/۰۴/۰۹ | ۱۷٫۰٪     | ۱۹٫۰٪   | ۲۰٫۴٪     | ۲۲٫۴٪  |
| ۱۲      | ۲۰۱۶/۰۴/۱۰ | ۱۸٫۱٪     | ۱۸٫۷٪   | 22.9%     | 25.4%  |
| ۱۳      | ۲۰۱۶/۰۴/۱۶ | ۱۷٫۱٪     | ۱۸٫۴٪   | ۱۹٫۶٪     | ۲۱٫۵٪  |
| ۱۴      | ۲۰۱۶/۰۴/۱۷ | ۱۹٫۰٪     | ۲۰٫۱٪   | ۲۱٫۳٪     | ۲۳٫۴٪  |
| ۱۵      | ۲۰۱۶/۰۴/۲۳ | ۱۸٫۰٪     | ۱۸٫۷٪   | ۱۹٫۳٪     | ۲۱٫۵٪  |
| ۱۶      | ۲۰۱۶/۰۴/۲۴ | 20.3%     | 22.8%   | ۲۲٫۴٪     | ۲۳٫۶٪  |
| میانگین | میانگین    | 17.74%    | 18.96%  | 19.58%    | 21.42% |